# U-Bahn-Station Michelbeuern
Die U-Bahn-Station Michelbeuern-Allgemeines Krankenhaus liegt an der Linie U6 und zukünftig auch U5 der Wiener U-Bahn im 9. Wiener Gemeindebezirk, Alsergrund. Der Name stammt vom Alsergrunder Bezirksteil Michelbeuern und vom Allgemeinen Krankenhaus der Stadt Wien (AKH), das sich in der Nachbarschaft befindet. Die Station erstreckt sich parallel zum Währinger Gürtel auf Höhe des Krankenhauses. Der Ausgang vom Mittelbahnsteig führt per Aufzug, Rolltreppe und feste Stiege in das Aufnahmsgebäude im Zuge des Michelbeuernstegs, der den Gürtel überspannt und den 18. Bezirk direkt mit dem Krankenhaus verbindet. Es besteht die Möglichkeit, zur Straßenbahnlinie 42 umzusteigen, deren Haltestelle sich in der Kreuzgasse befindet.

## Geschichte

### Dampfstadtbahn
Gemäß dem endgültigen Baubeschluss für die Wiener Dampfstadtbahn im Jahr 1892, sah die zuständige Commission für Verkehrsanlagen in Wien an der Gürtellinie in Michelbeuern von Beginn an eine Station für Frachtenverkehr sowie für Approvisionirungszwecke vor, das heißt für die Versorgung der Stadt mit Lebensmitteln. Der 740 Meter lange Frachtenbahnhof reichte von der Canongasse bis zur Czermakgasse, der heutigen Leo-Slezak-Gasse. Die in einem Bogen befindliche Anlage hatte einen Radius von 200 Metern und lag in ihrem Niveau großteils tiefer als die benachbarte Gürtelstraße. Sie musste daher mit Stütz- und Futtermauern abgesichert werden. Ursprünglich waren neben den beiden durchlaufenden Streckengleisen zwei Nebengleise und zwei Stockgleise projektiert, Baubeginn war am 16. Feber 1893. Abgesehen von der Abtragung des Wasserreservoirs der ehemaligen Kaiser-Ferdinands-Wasserleitung, die schon 1892 begann, waren dies die allerersten Stadtbahnbauarbeiten überhaupt.
Gegen den Güterbahnhof in Michelbeuern erhob der niederösterreichische Landessanitätsrat Einspruch, da der Zuglärm die Kranken in der benachbarten Niederösterreichischen Landesirrenanstalt am Brünnlfeld stören würde. Die Einwendungen des Sanitätsrats, dass die Station Michelbeuern eine Verlegung der Irrenanstalt erfordern würde, wurden aber noch im Laufe des Jahres 1892 zurückgewiesen. Als Begründung wurde angegeben, dass die Besorgnis bezüglich der Beunruhigung der Pfleglinge zu weitgehend ist, da der Abstand zwischen Station und Anstalt ziemlich groß sei. Dennoch plante man die Anlage so um, dass die Gemeinde Wien zwischen dem Garten der Irrenanstalt und der Station eine Straße herstellen konnte, den späteren inneren Gürtel.
Zeitweise wurde überlegt, in Michelbeuern auch Bekohlungsanlagen für die Dampflokomotiven einzurichten. Der Bahnhof wäre somit auch eine sogenannte Kohlenstation mit den dazu gehörigen Kohlenrutschen geworden. 1894 war dies noch nicht entschieden, letztlich kam es nie dazu.
Um ihrem Auftrag zur Lebensmittelversorgung gerecht zu werden, erhielt die Station Michelbeuern im Kreuzungsbereich Währinger Gürtel / Kreuzgasse / Kutschkergasse auf einer Fläche von 820 Quadratmetern ein zweigeschoßiges Betriebsgebäude. Dieses war im Erdgeschoß auf Bahnniveau als Frachtenmagazin für den Güterumschlag und im Obergeschoß auf Straßenniveau als Markthalle konzipiert. Zusätzlich beherbergte es Diensträume. Zur Straße hin verfügte der Bau ursprünglich über eine verglaste Veranda, die in späteren Jahren der Verbreiterung der Fahrbahn des äußeren Gürtels weichen musste.
Das Gebäude mit der Adresse Währinger Gürtel Nummer 40 wurde, wie die übrigen Bauten der Stadtbahn, vom Architekten Otto Wagner gestaltet und war als Zentralmarkt für Schwämme und Beeren gedacht. Die bauliche Fertigstellung erfolgte im September 1895 und damit fast drei Jahre vor der Stadtbahn selbst. Das Bauwerk auf einer Seehöhe von 200 Metern bildet ferner den höchsten Punkt des Bezirks Alsergrund.
Die Gürtellinie nahm ihren fahrplanmäßigen Betrieb schließlich erst am 11. Mai 1898 auf. Doch existierte anfangs in Michelbeuern noch keine einzige Weiche, zwischen den beiden Streckengleisen entlang des inneren Gürtels und der Markthalle am äußeren Gürtel befand sich zunächst eine Freifläche. Auf dieser fand schon am 9. Mai 1898 die offizielle Eröffnungsfeier der Stadtbahn statt, an der auch Kaiser Franz Joseph I. mit seinem k.u.k. Hofsalonzug teilnahm. Reguläre Personenzüge der Stadtbahn hielten hier aber nicht.
Erst anschließend begann der Bau des Frachtenbahnhofs mit den separaten Gleisen III und IV für die Markthallenzüge, der spätestens 1899 in Betrieb ging. Die beiden Nebengleise waren sowohl in Richtung Heiligenstadt als auch in Richtung Meidling-Hauptstraße an die Hauptgleise I und II für die – weiterhin durchfahrenden – Personenzüge angeschlossen. Hierzu war die Anlage eines Stellwerks erforderlich, das mit Akkumulatoren betrieben wurde und durch einen einzigen Weichenwärter bedient wurde. Dieser erhielt seine Anweisungen vom Stationsbeamten, der sich im gleichen Raum aufhielt. Das im Juli 1898 in Betrieb genommene Stellwerk steuerte 16 Weichenantriebe, sieben Signalantriebe und 16 Fahrstraßen.
Die Markthalle wurde bereits am 30. April 1903 aufgelassen, 1907 wurde dafür das „Edison Kino“ als größtes Wiens aufwändig eingerichtet. Im geschmückten, mit bunten Glühbirnen erleuchteten Saal gab es elegante Logen und eine Skulptur des Kaisers. Das Kino bestand nur ein Jahrzehnt, im Ersten Weltkrieg fanden in seinem Buffet Ausspeisungen für bedürftige Kinder statt. Heute dient das ehemalige Stationsgebäude dem Boxclub sowie dem Zweigverein Tischtennis der Wiener Linien als Trainingsstätte, zudem sind im Gebäude Dienstwohnungen untergebracht.

Stadtbahneröffnung am 9. Mai 1898, zwischen Markthalle und Gürtellinie befindet sich noch eine Freifläche ohne Gleise, das Gebäude ist noch ohne Stationsbeschriftung
Die Markthalle ist mittlerweile durch die Stationsbeschriftung „MICHELBEUERN“ als Betriebsstelle der Eisenbahn erkennbar
Bahnhofsskizze von 1899 unter Auslassung aller Nebengleise, links neben der Markthalle das nachträglich errichtete Stellwerk
Straßenseitiger Eingang der Markthalle um 1898, die Glasveranda musste später der Verbreiterung der Straße weichen
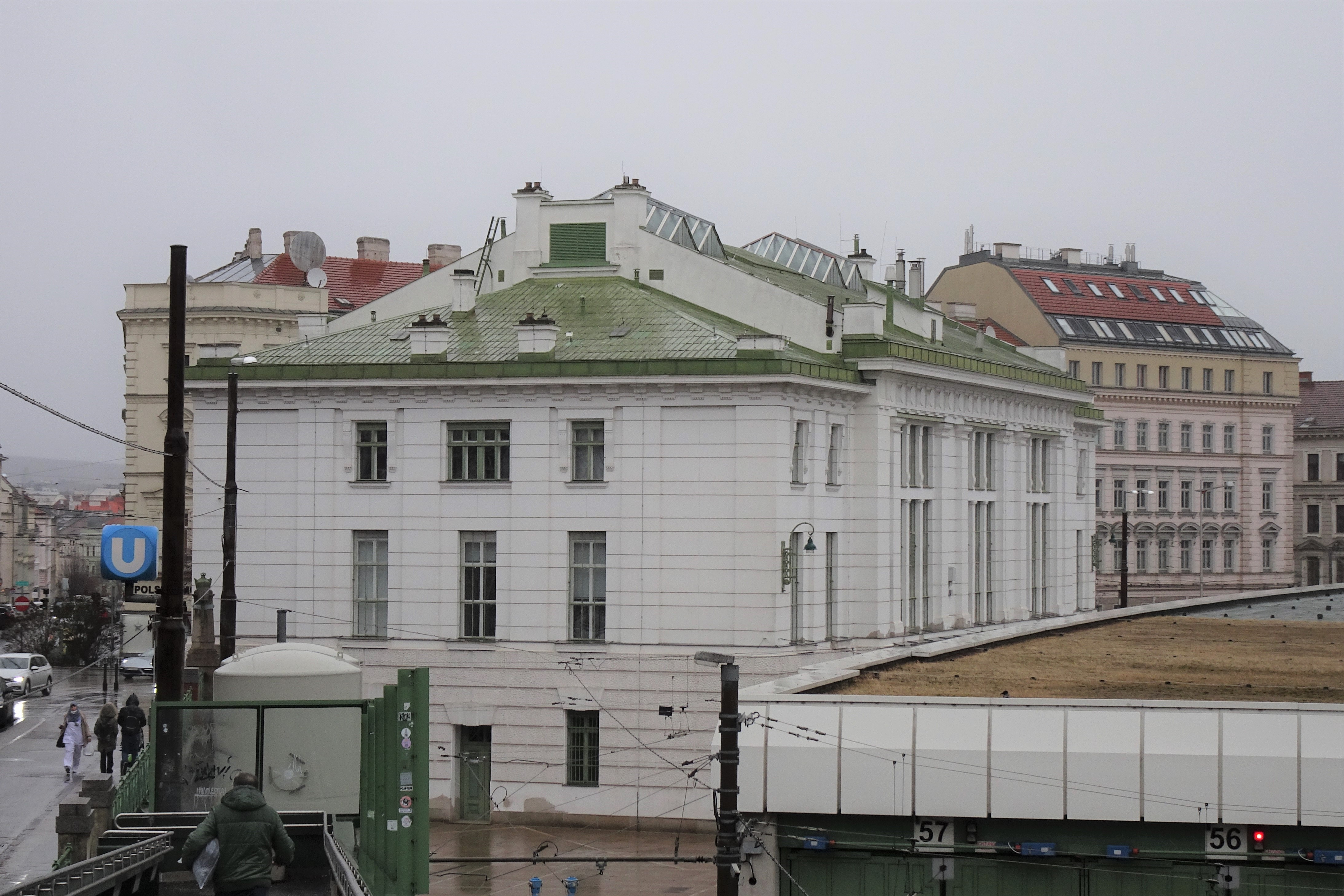
Die heute denkmalgeschützte Markthalle von 1895
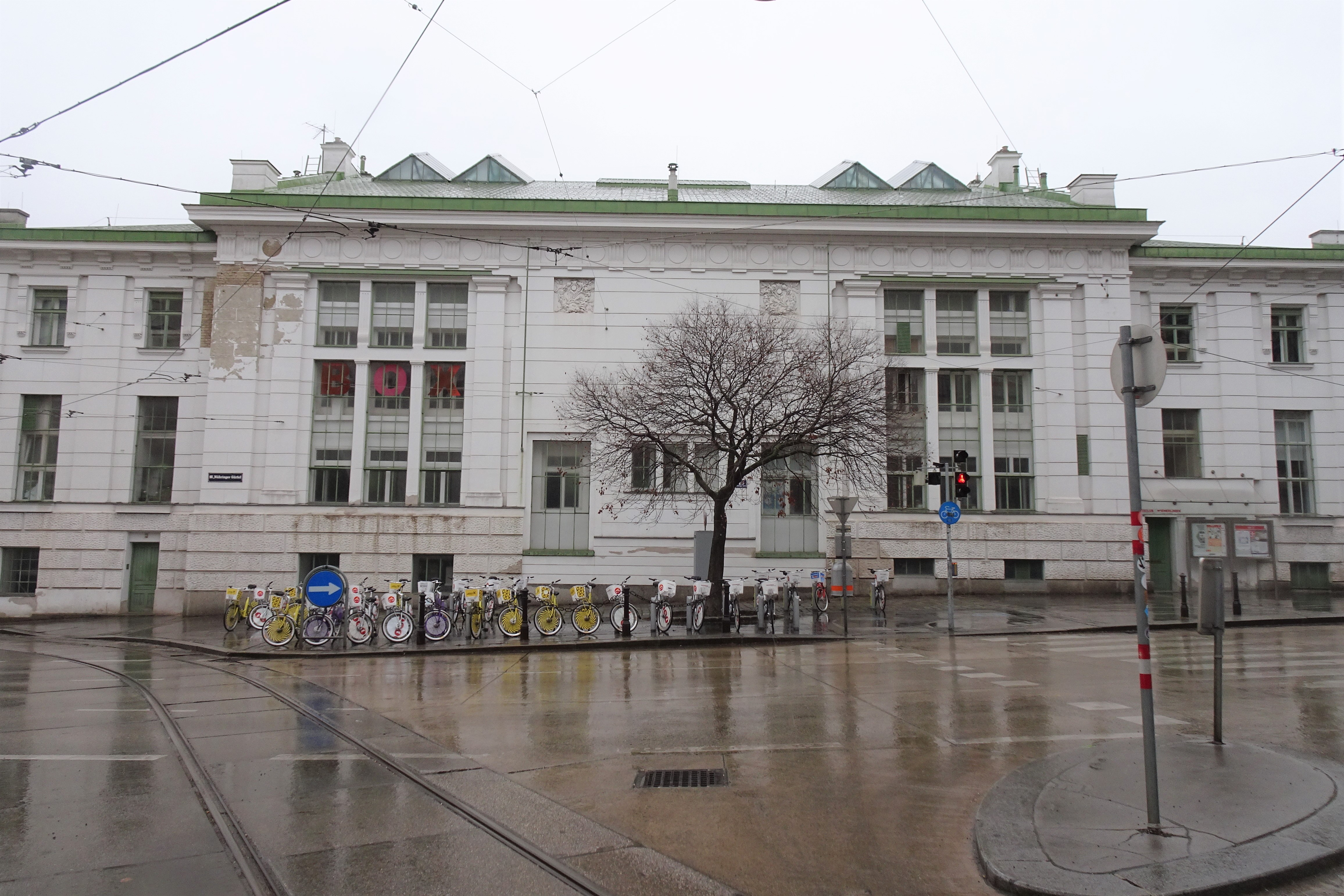
Frontalansicht

### Elektrische Stadtbahn

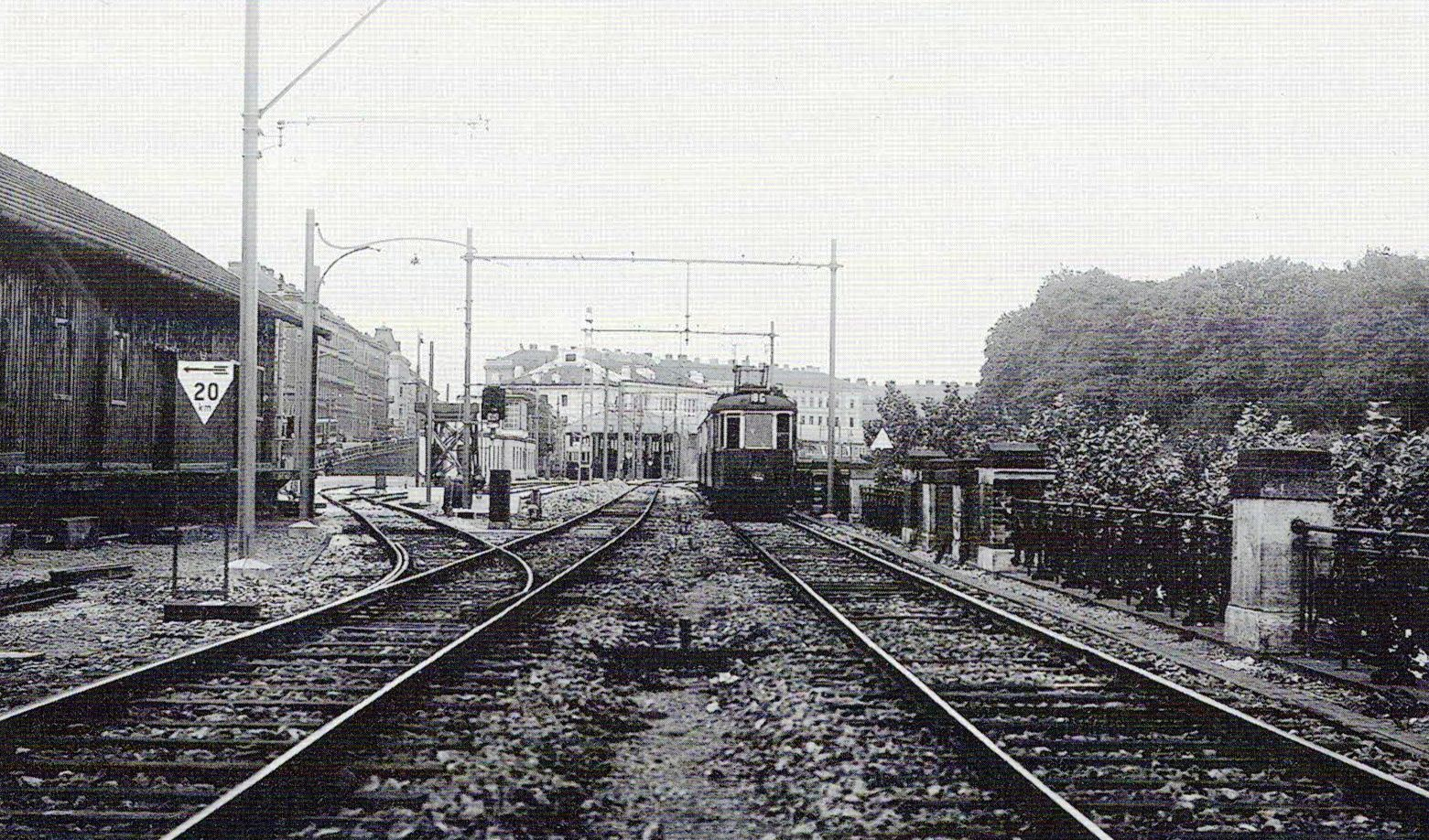
Der kurz zuvor aufgelassene Frachtenbahnhof Michelbeuern im Jahr 1927, links ein nicht mehr ans Gleisnetz angeschlossenes Magazin mit noch vorhandener Laderampe, im Hintergrund mittig der neue Betriebsbahnhof, rechts die klassischen Stadtbahngeländer

Im Zuge der Übergabe der Infrastruktur der Gürtellinie an die Gemeinde Wien zwecks Einrichtung der Wiener Elektrischen Stadtbahn endete der Güterverkehr der Staatsbahn in Michelbeuern. Vom 23. Dezember 1923 an wurden keine Güter mehr angenommen, ab dem 9. September 1924 keine Wagen mehr zugestellt. Anschließend übernahm die Gemeinde Wien – städtische Straßenbahnen (WStB) den – ab Frühjahr 1925 elektrifizierten – Frachtenbahnhof und richtete dort eine Gleisverbindung mit dem Netz der Wiener Straßenbahn ein. Zusätzlich erhielt der Bahnhof ein Stumpfgleis samt Starkstromanschluss für einen der beiden Umformerwagen.
Der Güterverkehr nach Michelbeuern spielte für die Gemeinde Wien nur eine untergeordnete Rolle, während der Personenverkehr der elektrischen Stadtbahn erfolgreicher als erwartet war. Deshalb errichtete der neue Betreiber zum 5. Juli 1927 auf dem Gelände des Frachtenbahnhofs den nach Hütteldorf-Hacking und Heiligenstadt dritten Betriebsbahnhof für die elektrische Stadtbahn. Die 200 Meter lange und gekrümmte Wagenhalle bot auf vier Gleisen zusammen 72 Wagen Platz. 32 weitere Wagen konnten unter einem hölzernen Flugdach abgestellt werden, das ebenfalls vier Gleise überspannte. Im Freien wiederum fanden darüber hinaus noch einmal 69 Wagen Platz. Der Betriebsbahnhof wurde fortan auch dazu benutzt, vorbeifahrende Planzüge beiseite zu nehmen um sie zu stärken oder zu schwächen.
Im Gegenzug endete 1927 der Güterverkehr in Michelbeuern, während die elektrischen Stadtbahnzüge den Bahnhof weiterhin ohne Halt passierten. Darüber hinaus nutzte ab dem gleichen Jahr auch die kombinierte Straßen- und Stadtbahnlinie 18G die örtliche Überleitung ins Straßenbahnnetz, bis sie 1945 eingestellt wurde.

### U-Bahn-Linie U6

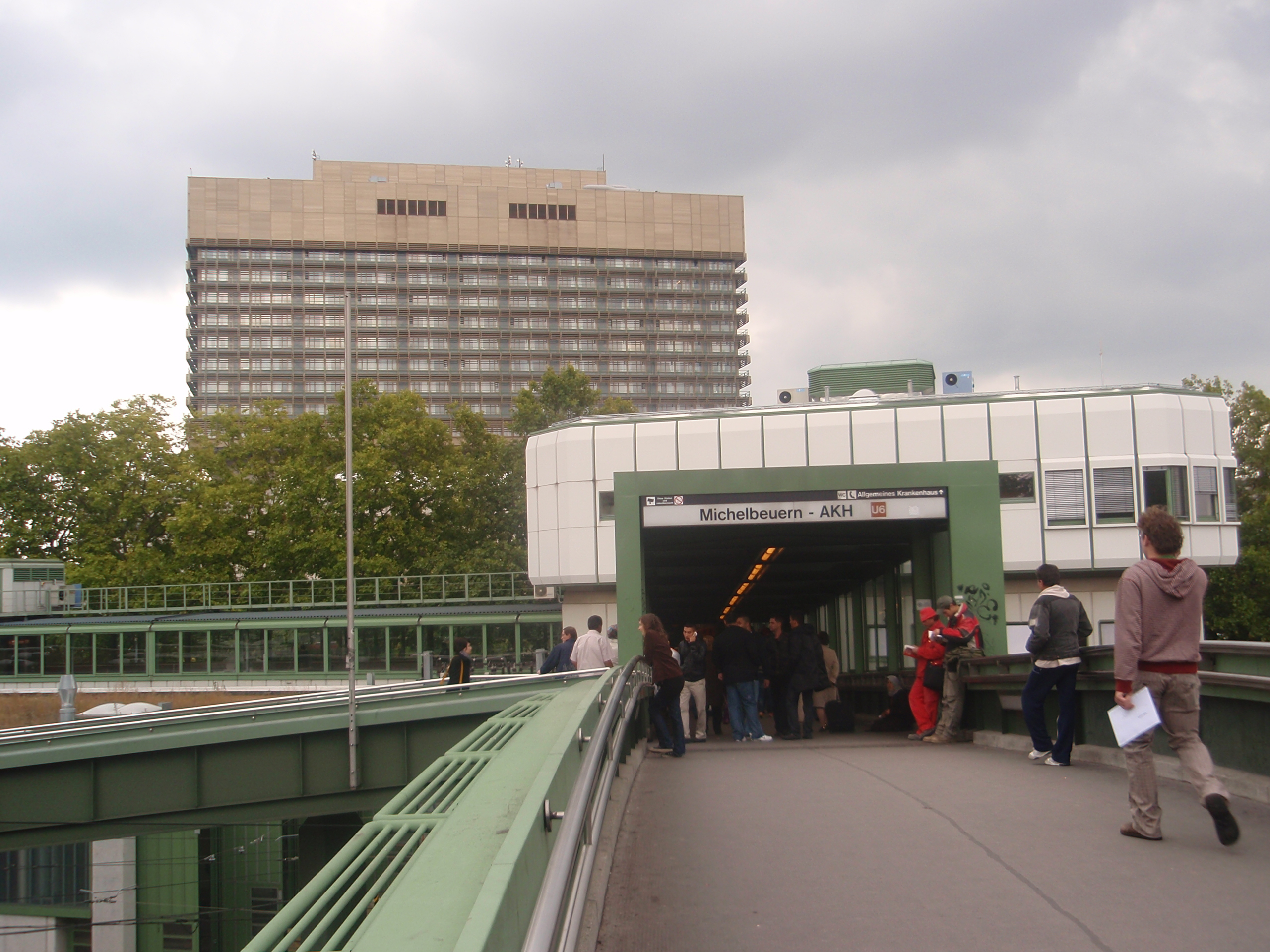
Michelbeuernsteg über Gürtel und Gleisanlagen mit Stationseingang, dahinter ein Teil des AKH

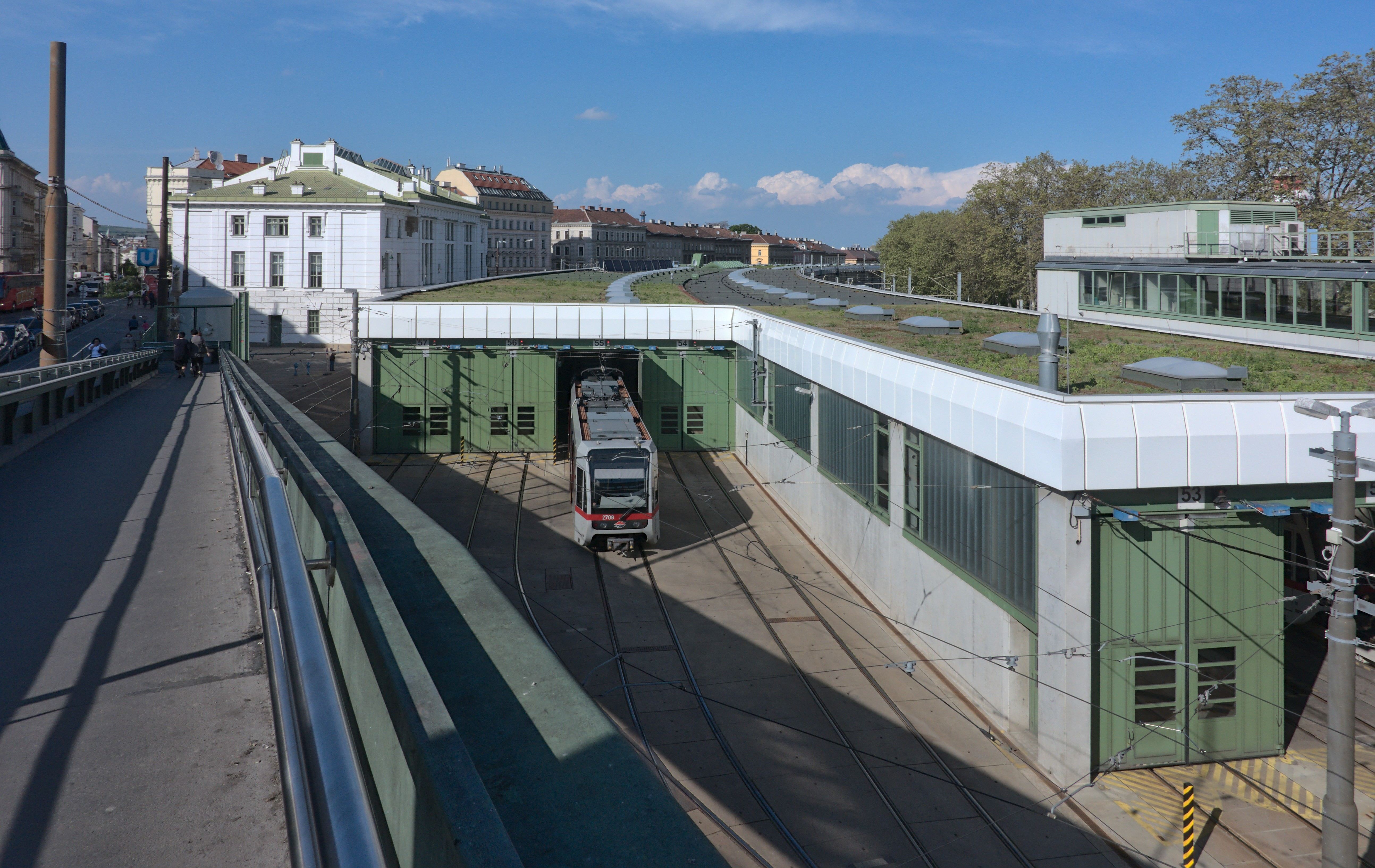
Betriebsbahnhof Michelbeuern; links die Markthalle von 1895

Die heutige U-Bahn-Station wurde am 31. Oktober 1987 eröffnet, als hier noch die Stadtbahnlinien G und GD verkehrten, die aber schon zum 7. Oktober 1989 in U6 umbenannt wurden. 1987 erhielt die Station auch den Zusatz „Allgemeines Krankenhaus“, im Gegenzug verlor sie ihr altes Betriebskürzel MB aus Dampfstadtbahnzeichen und bekam stattdessen das neue Kürzel MI zugeteilt. Der Mittelbahnsteig mit Flugdach liegt ebenerdig, das Aufnahmsgebäude einen Stock höher. Die Architektur lehnt sich an den Otto-Wagner-Stil der historischen Stationen der Gürtellinie an.
Der ehemalige Betriebsbahnhof der elektrischen Stadtbahn wird seit 1989 ebenfalls von der U6 genutzt, er wurde in den Jahren 1999–2002 auf seine heutige Größe ausgebaut. Hier werden heute die sechsachsigen Doppelgelenk-Niederflurwagen der Typen T und T1 gewartet und abgestellt. Nördlich der ehemaligen Markthalle besteht weiterhin eine innerbetriebliche Gleisverbindung zwischen U-Bahn und Straßenbahn, etwa für Überstellungsfahrten von U-Bahn-Wagen zur Hauptwerkstätte der Wiener Linien.

### Zukünftige U-Bahn-Linie U5
Im Zuge des zweiten Teils des Ausbauprojekts Linienkreuz U2/U5 soll aus der U-Bahn-Station Michelbeuern ein U-Bahn-Knoten entstehen, der neben der U6 auch von der neuen U5 bedient wird. Dabei wird die neue U5 die in Hochlage verlaufende U6 unterqueren.
Nachbarstationen im Verlauf der U5 werden die U-Bahn-Station Elterleinplatz und die U-Bahn-Station Arne-Karlsson-Park sein.